# Bankdrukken op de Paralympische Zomerspelen

Bankdrukken is een van de sporten die op het programma van de Paralympische Spelen staan.
Atleten met een bepaalde minimale lichamelijke handicap (bepaald door de IPC Bankdruk Classificatie Commissie) kunnen meedoen aan het bankdrukken op de Paralympische Zomerspelen. De organisatie is in handen van het Internationaal Paralympisch Comité.

## Geschiedenis
Bankdrukken staat sinds 1984 op het programma. Op deze editie werd er door de mannen in zeven klassen gestreden. In 1992 (Barcelona) is dit uitgebreid naar de huidige tien gewichtsklassen. In 2000 (Sydney) debuteerden de vrouwen, ook in tien gewichtsklassen.

## Gewichtsklassen
| Gewichtsklasse | Jaren            |
| -------------- | ---------------- |
| -48 kg         | 1992-2008        |
| -52 kg         | 1984-2008        |
| -56 kg         | 1988-2008        |
| -60 kg         | 1984 + 1992-2008 |
| -67,5 kg       | 1984-2008        |
| -75 kg         | 1984-2008        |
| -82,5          | 1984-2008        |
| -90 kg         | 1984-2008        |
| -100 kg        | 1988-2008        |
| +100 kg        | 1988-2008        |
| Afgevoerd      |                  |
| +90 kg         | 1984             |

| Gewichtsklasse | Jaren     |
| -------------- | --------- |
| -40 kg         | 2000-2008 |
| -44 kg         | 2000-2008 |
| -48 kg         | 2000-2008 |
| -52 kg         | 2000-2008 |
| -56 kg         | 2000-2008 |
| -60 kg         | 2000-2008 |
| -67,5 kg       | 2000-2008 |
| -75 kg         | 2000-2008 |
| -82,5 kg       | 2000-2008 |
| +82,5 kg       | 2000-2008 |

New York & Stoke Mandeville 1984 ·
Seoel 1988 ·
Barcelona 1992 ·
Atlanta 1996 ·
Sydney 2000 ·
Athene 2004 ·
Peking 2008 ·
Londen 2012 ·
Rio de Janeiro 2016 ·
Tokio 2020 ·
Parijs 2024 ·
Los Angeles 2028
Atletiek · 
Badminton · 
Bankdrukken · 
Basketbal · 
Boccia · 
Boogschieten · 
Blindenvoetbal · 
Goalball · 
Judo · 
Kanovaren · 
Paardensport · 
Rugby · 
Roeien · 
Schermen · 
Schietsport · 
Taekwondo · 
Tafeltennis · 
Tennis · 
Triatlon · 
Volleybal · 
Wielersport · 
Zeilen · 
Zwemmen